# Equazione di Sackur-Tetrode
L'equazione di Sackur–Tetrode è un'espressione per l'entropia di un gas ideale classico monoatomico che si avvale di considerazioni quantistiche per giungere ad una formula esatta. La termodinamica classica può solo fornire l'entropia di un gas classico ideale a meno di una costante.
L'equazione di Sackur–Tetrode è così chiamata in onore di Hugo Martin Tetrode (1895–1931) e Otto Sackur (1880–1914), i quali la svilupparono indipendentemente come soluzione della statistica dei gas di Boltzmann e dell'equazione dell'entropia, più o meno contemporaneamente nel 1912.
L'equazione di Sackur–Tetrode è scritta come:
{\displaystyle S=kN\ln \left[\left({\frac {V}{N}}\right)\left({\frac {U}{N}}\right)^{\frac {3}{2}}\right]+{\frac {3}{2}}kN\left({\frac {5}{3}}+\ln {\frac {4\pi m}{3h^{2}}}\right)}
dove V  è il volume del gas, N  è il numero di particelle nel gas, U  è l'energia interna del gas, k  è la costante di Boltzmann, m  è la massa di una particella di gas, h  è la costante di Planck e ln è il logaritmo naturale. Vedi il paradosso di Gibbs per una derivazione della equazione di Sackur–Tetrode. Vedi anche l'articolo sul gas ideale per i vincoli posti sull'entropia di un gas ideale in termodinamica.
L'equazione di Sackur–Tetrode può essere scritta in termini di lunghezza d'onda termica {\displaystyle \Lambda }. Utilizzando la relazione per un gas ideale classico U = (3/2)NkT  per un gas monoatomico dà
{\displaystyle {\frac {S}{kN}}=\ln \left[{\frac {V}{N\Lambda ^{3}}}\right]+{\frac {5}{2}}}
Nota che si assume che il gas sia in regime classico, e che sia descritto dalla statistica di Maxwell-Boltzmann (con il "conteggio corretto"). Dalla definizione di lunghezza d'onda termica, consegue che l'equazione di Sackur–Tetrode è valida solo per
{\displaystyle {\frac {V}{N\Lambda ^{3}}}\gg 1.}
e infatti, l'entropia predetta dall'equazione di Sackur–Tetrode tende a meno infinito per la temperatura che tende a zero.

## Derivazione
Per ottenere l'equazione di Sackur-Tetrode si parte dal conteggio dei microstati per un gas classico formato da N particelle distinguibili, salvo poi considerarne l'indistinguibilità con l'approssimazione di Maxwell-Boltzmann, la quale va a considerare due microstati come equivalenti nel caso uno possa essere ottenuto come permutazione dell'altro.
Il numero di microstati per un sistema di N particelle in un volume V vale:
{\displaystyle \Omega (U)={\frac {(\pi )^{\frac {3N}{2}}}{\Gamma \left({\frac {3N}{2}}+1\right)}}{\frac {V^{N}}{(2\pi )^{3N}}}{\left({\frac {2m}{\hbar ^{2}}}\right)}^{\frac {3N}{2}}{\left({\frac {U}{N}}\right)}^{\frac {3N}{2}}}
Tuttavia bisogna ricordare che il numero di microstati (per un sistema dove le particelle sono indistinguibili) è in realtà estremamente inferiore:
{\displaystyle \Omega (U)_{i}={\frac {\Omega (U)}{N!}}}
Con questo tipo di informazioni si può andare dunque a ottenere l'entropia con la definizione di Boltzmann, sfruttando l'approssimazione di Stirling per esprimere il fattoriale, assumendo che il numero di particelle sia sufficientemente elevato (condizione ampiamente soddisfatta dalle ipotesi richieste per applicare gli strumenti della fisica statistica).
{\displaystyle S_{i}=k_{B}\ln(\Omega (U)_{i})=S_{d}-k_{B}\ln(N!)\simeq S_{d}-k_{B}(N\ln(N)-N)}
Da questa espressione si può dunque ritrovare l'espressione formulata dall'equazione di Sackur-Tetrode.